# Петросян, Армине Андреевна
Армине Андреевна Петросян (арм. Արմինե Անդրեյի Պետրոսյան; род. 7 января 1978, Степанакерт) — государственный деятель непризнанной Нагорно-Карабахской Республики (НКР), министр труда, социальных и миграционных вопросов (2021—2022), министр социального развития и миграции (2022).

## Биография
Родилась 7 января 1978 года в городе Степанакерт, Нагорно-Карабахская АО, Азербайджанская ССР, СССР.
В 1999 году окончила филологический факультет Арцахского государственного университета в Степанакерте (Ханкенди) по специальности «немецкий язык».
В 2000—2001 годах преподавала в частном университете Месроп Маштоц в Степанакерте. В 2000—2005 годах преподавала в Степанакертском филиале Ереванского университета менеджмента.
В 2000—2001 годах работала корреспондентом в газете «Азат Арцах» (арм. Ազատ Արցախ), а также редактором официальной газеты Арцахского государственного университета.
С 2002 года руководила общественной организацией «Айки серунд» (Հայկի Սերունդ). В 2003—2004 годах преподавала немецкий язык в физико-математической школе.
В 2004—2005 годах работала специалистом первого класса в секретариата Аппарата гражданской службы НКР.
В 2006—2007 годах работала собственным корреспондентом армянского государственного новостного агентства «Арменпресс».
В 2006—2012 годах входила в Ассоциацию молодежных организаций Всемирного армянского конгресса, с 2012 года входит в совет Всемирного армянского конгресса.
В 2007—2008 годах работала художественным руководителем детско-юношеского ансамбля танца «Арцахи баликнер» (Արցախի բալիկներ).
В 2009—2010 годах работала советником министра культуры и молодёжи НКР.
В 2012—2018 годах работала директором ООО «Авем Груп» (Ավեմ Գրուպ).
С 2015 входила в Общественный совет при Армии обороны НКР.
В 2018—2020 годах работала помощником начальника управления делами правительства Аппарата президента НКР.
В январе-сентябре 2021 года работала заместителем министра труда, социальных и миграционных вопросов НКР.
С 1 сентября 2021 года являлась министром труда, социальных и миграционных вопросов НКР. С 10 февраля 2022 года по 23 ноября 2022 года являлась министром социального развития и миграции НКР.
Муж, Ерванд Аджиян, погиб 6 октября 2020 года в ходе Второй карабахской войны. Имеет двоих детей. Беспартийная.

## Награды
- Почетная грамота премьер-министра НКР за общественную деятельность (2005)[1],
- памятная медаль премьер-министра НКР за вклад в деле формирования общественного поля НКР (2017)[1],
- медаль «Союз родственников безвестно пропавших НКР» и «Родина и вера» (2017)[1],
- медаль «Наш друг» земляческого союза «Ниг-Апаран» (2017)[1],
- медаль «Вачаган Барепашт» (2020)[1].